# Aermacchi
Aermacchi, відома також як Aeronautica Macchi — італійська компанія-виробник повітряних суден, заснована у 1912 році Джуліо Маккі у Варезе в північно-західній Ломбардії. Оскільки завод компанії був розташований на березі озера Варезе, то спочатку підприємство займалося випуском гідропланів.
Після Другої світової війни компанія почала виробляти мотоцикли, щоб задовольнити післявоєнний попит на дешеві ефективні засоби транспортування. У 1960 році американська компанія Harley-Davidson придбала 50% мотоциклетного підрозділу Aermacchi.
Решта мотоциклетного підрозділу була продана в 1974 році консорціуму AMF-Harley Davidson, проте мотоцикли продовжували випускати у Варезе. Остаточно бізнес був проданий Cagiva в 1978 році.
Згодом Aermacchi стала спеціалізуватись на виробництві цивільних і військових літаків для підготовки пілотів. У липні 2003 року компанія була інтегрована до групи Finmeccanica як Alenia Aermacchi.

## Військові тренажери

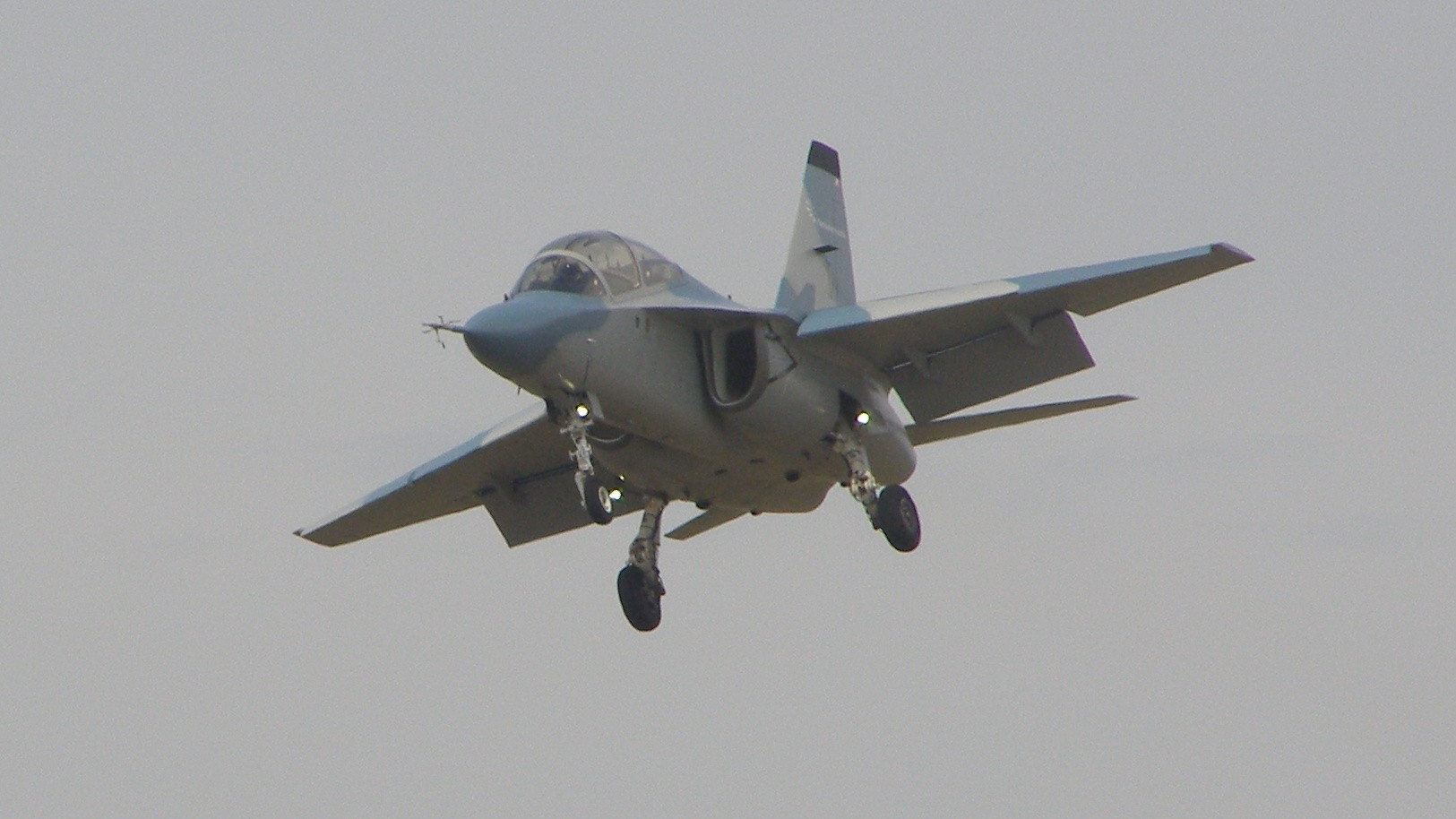
Літак Aermacchi M-346

З моменту заснування компанії проєктування і виробництва військових тренувальних літаків було основним напрямком діяльності Alenia Aermacchi.
Продукція включає в себе:
- SF-260 з поршневими або турбогвинтовим двигунами — для початкового навчання;
- MB-326 — з турбореактивним двигуном для тренування легких атак;
- М-311 — літак з турбогвинтовим двигуном для базового навчання;
- MB-339CD — навчально-бойовий літак;
- М-346 — навчально-бойовий літак нового покоління.